# Youngomyia
Youngomyia is een muggengeslacht uit de familie van de galmuggen (Cecidomyiidae). De wetenschappelijke naam van het geslacht is voor het eerst geldig gepubliceerd in 1908 door Ephraim Porter Felt.
De typesoort Youngomyia podophyllae komt voor in Noord- en Centraal-Amerika en leeft commensaal in gallen gevormd door andere galmuggen uit het geslacht Schizomyia.

## Soorten[2]
- Youngomyia cinctipes Felt, 1915  (Neotropische soort)
- Youngomyia podophyllae (Felt, 1907) (Neotropisch en Nearctisch)
- Youngomyia pouteriae Maia, 2001 (Neotropisch)
- Youngomyia quercina Felt, 1911 (Nearctisch)
- Youngomyia spinosa Grover, 1979 (Oriëntaalse soort)

Alene Rodrigues en Valéria Maia (2010) rekenden nog een zesde soort tot dit geslacht:
- Youngomyia knabi (Felt, 1912) (Neotropisch)

Zij beschreven tevens de nieuwe soort:
- Youngomyia floricola Rodrigues & Maia, 2010 (Neotropisch)

Deze laatste komt voor in Brazilië en leeft eveneens commensaal in gallen gevormd op Jacquemontia holosericea, een plant uit de windefamilie.